# Álvaro Lemos
Álvaro Lemos (Santiago de Compostela, 30 de março de 1993) é um futebolista profissional espanhol que atua como meia, atualmente defende o Celta de Vigo.

## Carreira
Produto da base do Deportivo, estreou em 2011 como profissional.